# Бєлобородова Ніна Борисівна
Ніна Борисівна Бєлобородова (нар. 26 травня 1931, Новосибірськ, Російська СФРР, СРСР — пом. 11 травня 1995, Москва, Росія) — радянська і російська актриса театру і кіно.

## Біографія
Ніна Бєлобородова народилася 26 травня 1931 року. У 1954 році вона закінчила Вище театральне училище ім. Б. В. Щукіна (курс Ганни Орочко). Грала в Центральному академічному театрі Радянської Армії.
Померла 11 травня 1995 року, похована на Домодєдовському кладовищі.

## Роботи в театрі
- «Вишневий сад» (Антона Чехова) — Дуняша
- «Барабанщица» Афанасій Салинського — Зоя Парамонова
- «Пан Пунтила і його слуга Матті» Бертольта Брехта . Постановка Б. Сітко та С. Сапгіра. — Фіна
- «А зорі тут тихі…» — Ліза Бричкина

Виділяється її виконання в постановці театром п'єси «Світлий травень» Леоніда Зоріна ролі Тані Рожнової — сержанта, радистки, в цій ролі, «яка складається з двох крихітних сцен, зашифрована історія, яка могла б стати в прозі романом», і актриса впоралася з нею так, що показала цю роль в іншому світлі, затьмаривши головну героїню — навіть для автора п'єси:

Роль Тані Рожнової була не головною в п'єсі, але запам'яталася вона мені, можливо, яскравіше інших, хоча в спектаклі, відмінно поставленому покійним Д. В. Тункелем, прекрасно проявили себе багато чудових акторів. Думаю, що вся справа була в тій надзвичайній достовірності, яку принесла з собою Ніна Бєлобородова. Це була сама правда, саме життя.
Багато, що здавалося мені в роботі над п'єсою головним, центральним, згодом відступило на другий план, а історія втраченого щастя демобілізованої дівчини-сержанта раптом постала виконаного глибокого значення і дала мені зрозуміти серцем, а не розумом, нелегкі шляхи людських доль.
— автор п'єси Л. Зорін, журнал «Театр», 1968 рік

## Фільмографія
1. 1960 — Проста історія — Віра, сестра Ваньки Ликова
2. 1961 — А якщо це кохання? — Людмила Миколаївна, класний керівник
3. 1962 — Грішниця — Валя
4. 1964 — Велика руда — медсестра
5. 1972 — Слідство ведуть ЗнаТоКі. Нещасний випадок — Катя, диспетчер (немає в титрах)
6. 1975 — Мисливець за браконьєрами — тітка Віра
7. 1978 — Слідство ведуть ЗнаТоКі. «Букет» на прийомі — лікар
8. 1978 — Ецитонів Бурчеллі — домробітниця Дуня
9. 1978 — Кіт у мішку — колгоспниця
10. 1981 — Слідство ведуть ЗнаТоКі. З життя фруктів (2-га серія) — дружина Старухіна
11. 1982 — Кілька крапель
12. 1985 — Незважаючи на похилий вік — жінка з подарунком — валянками
13. 1987 — Білі троянди, рожеві слони — обвинувателька
14. 1993 — Вмирає душа
15. 1995 — Сретенка… Зустрічі